# Sæbøsværdet
Sæbøsværdet (eller Thurmuthsværdet) er et vikingesværd fra begyndelsen af 800-tallet, som blev fundet i en gravhøj i Sæbø i Vikøyri i området Sogn i det vestlige Norge. i 1825. Det er i dag opbevaret på Bergens Museum i Bergen.
Klingen har en inskription, som er identificeret som en runeinskription med et swastikasymbol af George Stephens i 1867. Klingen er dårligt bevaret, og inskriptionen er dårligt læsbar, men hvis Stephens tolkning er korrekt, er sværdet et unikt eksempel på et sværd fra vikingetiden med en runeinskription.

## Beskrivelse
Det er fremstillet i jern og stål og med jernindlæg i klingen. Det er 95 cm langt, hvoraf klingen er 78 cm. Det er dateret til 800-850.
Sværdet er kategoriseret som "Type C" af Petersen (1919), som noterede, at det var unikt, idet der var rester af metaltråd i nederst på sværdets klinge.

## Inskription
Sværdet blev beskrevet i 1867 af den engelske arkæolog og filolog George Stephens, der var specialist i skandinaviske runeinskriptioner i  Handbook of the Old-Northern Runic Monuments of Scandinavia and England. I bogen var en tegning af sværdet med en meget tydelig inskription, der bestod af fem runer eller rune-lignende bogstaver med et swastikasymbol i midten. Ifølge Stephens stod der oh卍muþ, læst fra højre mod venstre. Han mente, at swastika-tegnet var brugt som rebustegn for stavelsen þur for guden Thor, og han udvidede derfor skriften til oh Þurmuþ, hvilket betyder "Ejer [mig], Thurmuth". Denne tekst inspirerede ideen om, at swastika blev brugt som symbol for Thor (eller snarere mjølner) i den nordiske religion i vikingetiden. Det gav debat i International Congress of Anthropology and Prehistoric Archæology i Budapest i 1876, hvor den fremherskende mening var, at swastika stod for "velsignelse" eller "held og lykke".
I 1889 skrev Stephens i en anmeldelse af Anders Loranges bog, at sværdet var blevet behandlet med syre på et dansk museum, og at både sværd og inskription var svært skadet, og umuligt at studerede på en afbildning i Loranges bog.